# Funakoshi Yuzo
Yuzo Funakoshi (sinh ngày 12 tháng 6 năm 1977) là một cầu thủ bóng đá người Nhật Bản.

## Sự nghiệp câu lạc bộ
Yuzo Funakoshi đã từng chơi cho Gamba Osaka, Telstar, Shonan Bellmare, Oita Trinita, Albirex Niigata, Tokyo Verdy và SC Sagamihara.